# Waylon Francis
Waylon Francis Box (Puerto Limón, 20 september 1990) is een Costa Ricaans voetballer die bij voorkeur als linksback speelt. Hij verruilde in januari 2014 Herediano voor Columbus Crew.

## Clubcarrière
Francis begon zijn carrière bij Brujas FC uit Costa Rica waar hij op 13 januari 2011 zijn debuut maakte. Na een korte tijd bij Brujas tekende hij bij Limón FC, opnieuw uit Costa Rica. Na één seizoen bij Limón vertrok hij naar Herediano. Zijn spel in de CONCACAF Champions League trok de aandacht van Major League Soccer-club Columbus Crew. Op 26 november 2013 maakte hij dan ook de overstap van Herediano naar Columbus. Vervolgens maakte hij op 9 maart 2014 tegen DC United zijn debuut.

## Interlandcarrière
Op 21 januari 2013 maakte Francis tegen Nicaragua zijn debuut voor Costa Rica. In mei 2014 werd hij door bondscoach Jorge Luis Pinto opgenomen in de selectie voor het wereldkampioenschap voetbal in Brazilië.